# Matt Flynn
Pour les articles homonymes, voir Matt Flynn (football américain).
Matt Flynn (né le 23 mai 1970 à Woodstock (New York)) est un batteur américain actuellement membre du groupe Maroon 5. 
À l'origine remplaçant de Ryan Dusick, l'ancien batteur, il intègre définitivement Maroon 5 en 2006 et participe à l'élaboration du second album It Won't Be Soon Before Long.
Matt était avant batteur pour The B-52's et Gavin DeGraw.